# Chlorid uranový
Chlorid uranový je anorganická sloučenina s chemickým vzorcem UCl6.

## Příprava
Chlorid uranový lze připravit disproporcionací chloridu uraničného při teplotě 175 °C:
2 UCl5 → UCl6 + UCl4
Lze jej také připravit reakcí fluoridu uranového s přebytkem chloridu boritého při teplotě −196 °C:
UF6 + 6 BCl3 → UCl6 + 6 BCl2F
Lze jej také připravit chlorací sublimovaného chloridu uraničitého plynným chlorem při teplotě 350 °C:
Krok 1: 2 UCl4 + Cl2 → 2 UCl5
Krok 2: 2 UCl5 + Cl2 → 2 UCl6
Výsledná reakce: UCl4 + Cl2 → UCl6
Chlorid uranový lze připravit reakcí oxidu uranového se směsí kapalného tetrachlormethanu a horkého chloru. Výtěžek lze zvýšit, pokud se reakce provádí v přítomnosti chloridu uraničného. Oxid uranový je zreagován na chlorid uraničný, který je následně chlorován nadbytkem chloru za vzniku chloridu uranového. Reakce je endotermická, probíhá při teplotách mezi 65 °C a 170 °C (ideálně 100 °C - 125 °C) v závislosti na množství reaktantů. Reakce musí probíhat v uzavřené plynotěsné nádobě (například v rukavicovém boxu), která odolá narůstajícímu tlaku.
Krok 1: 2 UO3 + 5 Cl2 → 2 UCl5 + 3 O2
Krok 2: 2 UCl5 + Cl2 → 2 UCl6
Výsledná reakce: 2 UO3 + 6 Cl2 → 2 UCl6 + 3 O2

## Vlastnosti
Chlorid uranový je tmavě zelená krystalická látka, která je velmi hygroskopická. Krystalizuje v trigonální soustavě s prostorovou grupou P3m1 (Číslo 164) a parametry mřížky a = 10,97 Å, c = 6,04 Å.

### Rozklad
Chlorid uranový je stabilní do teplot mezi 120 °C a 150 °C. Rozkladem chloridu uranového vzniká chlorid uraničný. Aktivační energie této reakce je přibližně 40 kcal/mol:
2 UCl6 (g) → 2 UCl5 (s) + Cl2 (g)
Chlorid uranový je stabilní ve vakuu, na suchém vzduchu, v atmosféře dusíku a helia při pokojové teplotě.

### Rozpustnost
Chlorid uranový není příliš rozpustná sloučenina, Rozpouští se v tetrachlormethanu za vzniku hnědého roztoku. Je mírně rozpustný v isobutylbromidu a perfluoroheptanu (C7F16).
| Rozpouštědlo                         | Teplota (°C) | UCl6 g/100ml |
| ------------------------------------ | ------------ | ------------ |
| Tetrachlormethan                     | −18          | 2,64         |
| Tetrachlormethan                     | 0            | 4,9          |
| Tetrachlormethan                     | 20           | 7,8          |
| 6,6% Chlor : 93,4% Tetrachlormethan  | −20          | 2,4          |
| 12,5% Chlor : 87,5% Tetrachlormethan | −20          | 2,23         |
| 12,5% Chlor : 87,5% Tetrachlormethan | 0            | 3,98         |
| kapalný chlor                        | −33          | 2,20         |
| Chlormethan                          | −24          | 1,16         |
| Benzen                               | 80           | nerozpustný  |
| Freon 113                            | 45           | 1,83         |

## Reaktivita
Chlorid uranový reaguje s kapalným fluorovodíkem nebo fluoridem uranovým za vzniku fluoridu uraničného za pokojové teploty:
2 UCl6 + 10 HF → 2 UF5 + 10 HCl + Cl2
S tetrachlormethanem reaguje za vzniku chloridu uraničného.